# Харасайло Наталія Никифорівна
Наталія Никифорівна Харасайло (Виноградова; 23 січня 1956, Миргород) — українська поетеса.

## Біографія
Народилася 23 січня 1956 року в Миргороді Полтавської області. Закінчила філологічний факультет Полтавського педагогічного інституту (1978) та дефектологічний факультет Київського педінституту ім. М. Драгоманова (1992). Працювала вчителем, потім директором Ярмаківської восьмирічної школи на Миргородщині. З 1985 року викладає українську мову та літературу у спецшколі-інтернаті І-ІІІ ступенів м. Миргорода.
Член Національної спілки письменників України з 2004 року. Лауреат літературно-мистецької премії імені Антона Шевченка.

## Творчість
Автор поетичних збірок:
- «Дивлюся на тебе» (Миргород, 1997)
- «Мереживо долі» (Полтава, 1999)
- «Поговоримо, дитино» (Полтава, 1999)
- «Солов'ятко» (Миргород, 2000)
- «Білим по білому» (Лубни, 2001)
- «У пошуках раю» (Полтава-Миргород, 2002)